# Lokalposse
Die Lokalposse als Variante der Posse ist ein Theatergenre des 19. Jahrhunderts, im Besonderen des Alt-Wiener Volkstheaters. 
Sie hat diese Bezeichnung, weil ihre Sprache und ihr Schauplatz an den Aufführungsort angepasst sind. Ihre Figuren sprechen den lokalen Dialekt, und es kommen Anspielungen auf örtliche Sitten oder geografische und architektonische Besonderheiten vor. Viele deutsche Lokalpossen sind allerdings aus dem Französischen übersetzt und erst nachträglich mit Lokalkolorit versehen worden. Oft tritt in der Lokalposse noch eine zentrale Lustige Person auf. Besonders beliebt ist sie gegen 1830. Beispiel sind Der Zettelträger Papp (1827) von Johann Nestroy in Wien oder Friedrich Beckmanns Eckensteher Nante im Verhör (1833) in Berlin.
Die Lokalposse unterscheidet sich von Possen, deren Lokalisierung keine erhebliche Rolle spielt wie bei vielen Zauberpossen. 